# Guorpaliden
Guorpaliden är ett naturreservat i Arvidsjaurs kommun i Norrbottens län.
Området är naturskyddat sedan 2009 och är 2,2 kvadratkilometer stort. Reservatet omfattar de högre delarna av berget med detta namn. Reservatet består av tallskog, granskog och barrblandskog.